# Jung-gu (Daegu)
Jung-gu is een stadsdeel (gu) van de Zuid-Koreaanse stad Daegu. Jung-gu grenst aan de meeste districten van Daegu. Het grenst in het zuiden aan Nam-gu (Daegu), in het westen aan Seo-gu (Daegu), in het noorden aan Buk-gu (Daegu) en in het oosten aan Dong-gu (Daegu) en Suseong-gu (Daegu). Jung-gu heeft een oppervlakte van 7,08 km², en telt ongeveer 80.700 inwoners.

## Geschiedenis
Vroeger lag een zeer groot deel van Jung-gu binnen de muren van het Daegu Kasteel. Een deel van de kasteelmuur is nog te bezichtigen in het Dalseongpark. De wijk werd opgericht in 1963, samen met de invoering van het gu-systeem.

## Demografie
Jung-gu is bijna volledig verkaveld, met nog 16% aan natuuroppervlakte. Het bevolkingsaantal daalt gestaag na de piek in 1980 doordat woningen werder vervangen door bedrijven handelszaken. Tijdens de piek in 1980 telde Jung-gu 218.900 inwoners.